# Кубок Болгарії з футболу 1987—1988
Кубок Болгарії з футболу 1987—1988 — 48-й розіграш кубкового футбольного турніру в Болгарії. Титул вдруге поспіль здобув ЦФКА Средец (Софія).

## Календар
| Раунд               | Дата           | Матчі | Клуби  |
| ------------------- | -------------- | ----- | ------ |
| 1/8 фіналу          | 23 грудня 1987 | 8     | 16 → 8 |
| 1/4 фіналу          | лютий 1988     | 4     | 8 → 4  |
| 1/2 фіналу          | 9 березня 1988 | 2     | 4 → 2  |
| Матч за третє місце | 10 травня 1988 | 1     |        |
| Фінал               | 11 травня 1988 | 1     | 2 → 1  |

## 1/8 фіналу
| Команда 1            | Рахунок | Команда 2           |
| -------------------- | ------- | ------------------- |
| 23 грудня 1987       |         |                     |
| Локомотив (Софія)    | 0:3     | Славія (Софія)      |
| Вітоша (Софія)       | 5:0     | Враца               |
| Спартак (Пловдив)    | 0:2     | ЦФКА Средец (Софія) |
| Тракія (Пловдив)     | 3:0     | Локомотив (Пловдив) |
| Чорноморець (Бургас) | 2:0     | Мадара (Шумен)      |
| Спартак (Варна)      | 3:0     | Арда (Кирджалі)     |
| Пирин (Благоєвград)  | 2:1     | Хасково             |
| Черно море (Варна)   | 1:0     | Балкан (Ботевград)  |

## 1/4 фіналу
| Команда 1            | Рахунок | Команда 2          |
| -------------------- | ------- | ------------------ |
| лютий 1988           |         |                    |
| Чорноморець (Бургас) | 0:1     | Славія (Софія)     |
| Вітоша (Софія)       | 3:1     | Спартак (Варна)    |
| ЦФКА Средец (Софія)  | 2:1     | Тракія (Пловдив)   |
| Пирин (Благоєвград)  | 1:0     | Черно море (Варна) |

## 1/2 фіналу
| Команда 1           | Рахунок | Команда 2           |
| ------------------- | ------- | ------------------- |
| 9 березня 1988      |         |                     |
| Вітоша (Софія)      | 1:0     | Пирин (Благоєвград) |
| ЦФКА Средец (Софія) | 1:0     | Славія (Софія)      |

## Матч за третє місце
| Команда 1      | Рахунок | Команда 2           |
| -------------- | ------- | ------------------- |
| 10 травня 1988 |         |                     |
| Славія (Софія) | 2:5 дч  | Пирин (Благоєвград) |

## Фінал
| 11 травня 1988 |

| Вітоша (Софія) | 1:4      | ЦФКА Средец (Софія)                           |
| -------------- | -------- | --------------------------------------------- |
| Ілієв 13'      | Протокол | Стоїчков 7' Пенєв 41' (пен.) Вітанов 85', 89' |

| «Васил Левський», Софія Глядачів: 50 000 Арбітр: Величко Цончев |